# É Hoje Agora
É Hoje Agora é o primeiro disco a solo de António Manuel Ribeiro (líder e vocalista da banda UHF). Editado em março de 1987 pelo Partido Socialista Português.

O tema homónimo é um hino de esperança que António Manuel Ribeiro aceitou escrever a convite do presidente do Partido Socialista, para a campanha das eleições legislativas de 1987. Uma canção que exaltasse as pessoas por um ideal, como escreveu o autor e mentor da banda na antologia dos UHF editada em 2005:
| “ | Houve um tempo em que acreditei que a política podia mudar o mundo e modificar, para melhor, a vida das pessoas. Foi um tempo de intensa discussão, de voluntarismo e de experiências. | ” |

 O tema "O Meu Nome Liberdade", que preenche o lado B do single, é um vigoroso instrumental. Foi recuperado na coletânea Eternamente lançada pelos UHF, em 1999. O outro instrumental, o tema "Irei Contigo", embora apareça indicado na contracapa, não coube no disco. Foi incluído em 2008 na reedição em disco compacto do álbum Em Lugares Incertos, também dos UHF.
A edição foi limitada a sete mil exemplares oferecidos durante a campanha política, sem distribuição no circuito comercial. Apesar de ser um trabalho a solo, António Manuel Ribeiro convidou antigos e atuais músicos dos UHF para participarem neste projeto. No final de 1987, a banda partiu em digressão por França e Alemanha.

## Lista de faixas
O single é composto por duas faixas em versão padrão, da autoria de António Manuel Ribeiro.
| Single |                |                    |         |  |
| N.º    | Título         | Compositor(es)     | Duração |  |
| 1.     | "É Hoje Agora" | António M. Ribeiro |         |  |

| N.º | Título                 | Compositor(es)     | Duração |  |
| 1.  | "O Meu Nome Liberdade" | António M. Ribeiro |         |  |

## Membros
- António Manuel Ribeiro (vocal e guitarra acústica)

Convidados
- Rui Rodrigues (guitarra)
- Fernando Delaere (baixo)
- Rui 'Beat' Velez (bateria)
- Paulo Marinho (gaita de foles)
- Gil (sintetizador)